# Scapteromys aquaticus
La rata acuática o del pajonal (Scapteromys aquaticus) es una especie de roedor de la familia Cricetidae propia de Sudamérica, endémica de Brasil, Paraguay, Argentina, y Uruguay.
Está amenazada por pérdida de hábitat.  (enlace roto disponible en Internet Archive; véase el historial, la primera versión y la última).